# Trioceros eisentrauti
Trioceros eisentrauti là một loài thằn lằn trong họ Chamaeleonidae. Loài này được Mertens mô tả khoa học đầu tiên năm 1968.